# Rap metal
El rap metal es un género musical nacido a mediados de los años 1980, teniendo como base a artistas de rap rock (fusión entre rap y rock) y consolidado a inicios del año 1990 en Estados Unidos. Fusiona, principalmente, elementos del hip hop con el heavy metal, aunque, generalmente, se ve influenciado por otros estilos, como el hard rock, varios subgéneros del rap o el metal alternativo, entre varios otros.
Los orígenes del género se remontan a 1984, con las canciones «Rock Box» de Run-D.M.C. y «Rock Hard» de los Beastie Boys. Inspirados en esta creación, muchos artistas a mediados y finales de los años 1980, comenzaron a mezclar metal y rap, aumentando considerablemente su fama. En la década de los 1990, el género encontró su mayor punto de éxito y popularidad, siendo sus primeros impulsores bandas como Rage Against the Machine, con precursoras letras, y Anthrax, que hizo un remix de la canción «Bring the Noise» en colaboración de Public Enemy (autores originales de la canción), en la que mezclaban thrash metal con rap. A principios de los años 2000 sufrió un importante punto de saturación, aglomerado con artistas como P.O.D, Slipknot, Limp Bizkit, y el exitoso Hybrid Theory de Linkin Park. Finalmente, y a mediados de esta década (principalmente desde 2004), el rap metal sufrió un ocaso causado por la separación de algunas bandas, y notables cambios de otras, orientándose mayoritariamente en el metal y rock alternativo.
Desde su permanencia en la escena musical mainstream (principalmente desde mediados de la década de 1990), el rap metal ha sido confundido y familiarizado con diversos géneros musicales, siendo los más recurrentes el rapcore, nü metal y rap rock.

## Historia

### 1984-1985: Inicios

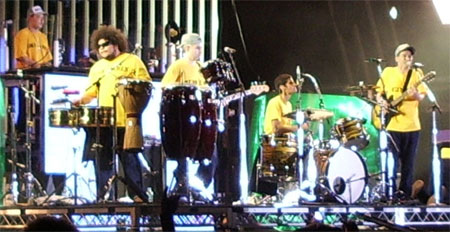
Beastie Boys, claves en la creación del rap metal.

El rap metal se originó en el mundo del rap rock, fusión de géneros vocales e instrumentales entre los elementos del hip hop con el rock. Las raíces del género se basan, tanto en los artistas de hip hop, que samplean las canciones de heavy metal, como los Beastie Boys, Cypress Hill y Run-D.M.C., así como las bandas de rock que fusionan heavy metal con influencias de hip hop, como 24-7 Spyz y Faith No More.
Aunque el término rap metal suele asociarse con los artistas que surgieron en los años 1990 o 2000, la fusión de rap y heavy metal en realidad se remonta a los años 1980. Fue en 1984 que dos de las primeras canciones de rap metal fueron lanzadas: «Rock Box» de Run-D.M.C. y «Rock Hard» de los Beastie Boys (esta última samplea a «Back in Black» de AC/DC). A pesar de la relación entre estos artistas neoyorquinos, sus antecedentes tienen una gran diferencia; Run-D.M.C. siempre fue una banda de rap, mientras que los Beastie Boys comenzaron como una de punk, evolucionando con el tiempo en una de rap de fusión (interpretando distintos estilos, como rapcore y rap rock). Lo que ambos grupos tenían en común era la capacidad de encontrar la relatividad entre el rap y el metal (o hard rock), caracterizándose por letras muy rebeldes y sin restricciones. Sus canciones de 1984, «Rock Box» y «Rock Hard», fueron bastante revolucionarias en aquel entonces, siendo muy raro escuchar a MCs con elementos del heavy metal (como el uso de guitarra eléctrica), porque antes de esto había una gran rivalidad entre estos géneros, tan solo utilizándose pistas de funk y música disco.
Hay que añadir que, el sencillo Metal Rap, del año 1985, de la banda Lone Rager, posiblemente sea la primera mezcla puramente rap metalera, pues las canciones de Run-D.M.C. y Beastie Boys tenían un sonido más cercano al hard rock que al heavy metal, mientras que, el sencillo de Lone Ranger, tenía como instrumentistas a miembros de la banda de heavy metal The Rods. Lone Rager fue un proyecto de corta vida fundado por el bajista Gary Bordonaro, el baterista Carl Canedy y el guitarrista David "Rock" Feinstein (primo de Ronnie James Dio), todos ellos, miembros de la banda The Rods, acompañados por el guitarrista de Blue Cheer, Andy "Duck" MacDonald, y por el cantante Jon Zazula (este último, bajo el sobrenombre de Lone Rager). Zazula fue el fundador del sello Megaforce Records. En cualquier caso, según la web Allmusic, el verdadero nacimiento del género se dio con la canción de la banda de metal Anthrax «I'm the Man», perteneciente al EP de 1987 del mismo nombre.

### 1985-1989: Desarrollo y masificación

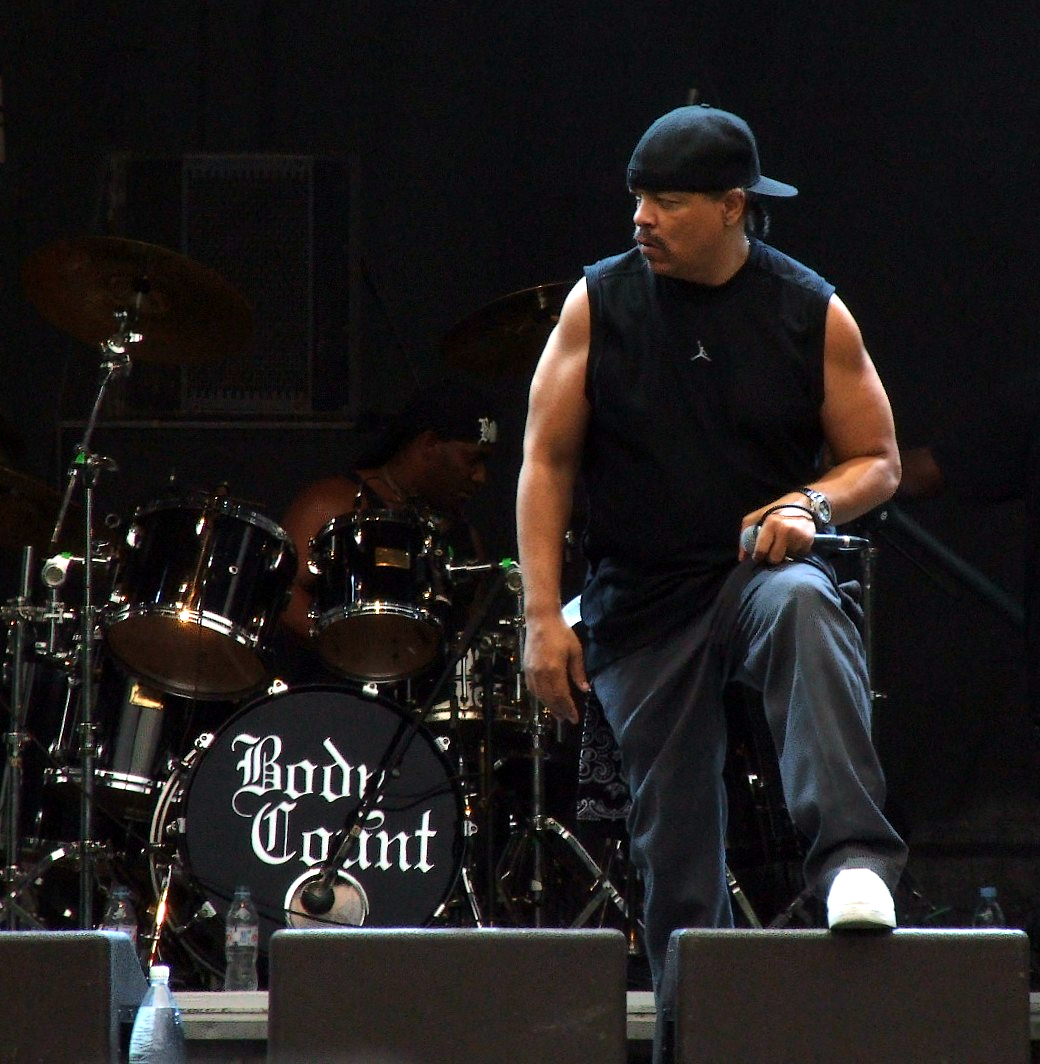
Ice-T junto a Body Count.

Después de los primeros lanzamientos de rap metal en 1984, muchos raperos de los años 1980 se inspiraron en hacer grabaciones introduciendo metal y hard rock dentro del hip hop, aumentando, en gran manera, el escaso éxito que existía dentro del género. En esta época destacaron los artistas L.L. Cool J («Go Cut Creator Go»), Whodini («Fugitive»), Public Enemy («Sophisticated Bitch»), D.O.C. («Beautiful But Deadly») y Fat Boys («Rock-N-Roll»), pero el innovador en este estilo fue el rapero gangsta Ice-T, que sampleó «War Pigs» de la banda de heavy metal Black Sabbath en su álbum debut Rhyme Pays, y «Magic Man» de la banda de rock Heart en su álbum Personal.
La banda de thrash metal Anthrax fue la primera en combinar el rap con el metal con el sencillo de 1987 «I'm the Man»; tal canción está considerada como el verdadero nacimiento del rap metal. Ese mismo año, el vocalista Joey Belladonna y el guitarrista Dan Spitz colaboraron con la agrupación de old school rap U.T.F.O. en la canción «Lethal», aparecida en el álbum del mismo nombre. Posteriormente, en los años 1990 lanzaron el remake rap metalero «Bring the Noise», junto al grupo que compuso el tema original, Public Enemy.
Aun así, esta mezcla entre rap y metal no es totalmente novedosa, pues ya en 1975 salió a la luz la canción «Walk This Way» de Aerosmith, en donde esa canción de hard rock, contenía influencias de rap, que en 1986 sería versionada junto al dúo Run-D.M.C. Por su parte, la cantante de hard rock Joan Jett sacó en su disco de 1986 Good Music la canción «Black Leather», en la cual se escucha un sonido de rap rock. También, destacó el sencillo del año 1988 de Sir Mix-a-Lot y Metal Church, «Iron Man», basado en la canción homónima de Black Sabbath. Ese mismo año, el propio Sir Mix-a-lot colaboró con la banda de crossover thrash The Accüsed en el tema «The Maddest Story Ever Told», perteneciente a su álbum Martha Splatterhead’s Maddest Stories Ever Told. Cabe destacar que, en 1990, The Accüsed volverían a colaborar con otro rapero, The Mad Poet, en un tema: «Down and Out» del disco Grinning Like an Undertaker. El 1986 nació el álbum Licensed to Ill de los Beastie Boys, que dio un gran salto en el desarrollo y popularidad de varios géneros: tanto en el rapcore y rap rock como en el rap metal. A finales de los años 1980, principalmente las bandas de funk metal incursionaron con este estilo, entre las que se encontraban Red Hot Chili Peppers, Living Colour, Faith No More y 24-7 Spyz.
Los neerlandeses Urban Dance Squad venían ejerciendo desde 1986 una mezcla entre rock, rap, funk, ska, folk, hip-hop y soul, que marcó la tendencia musical que prevaleció en los años 1990. Su primer disco, titulado Mental Floss for the Globe y editado en 1990, también incluyó el punk en su repertorio. El disco de 1994 Persona Non Grata fue su trabajo con más influencias del heavy metal.

### 1990-2004: Época dorada

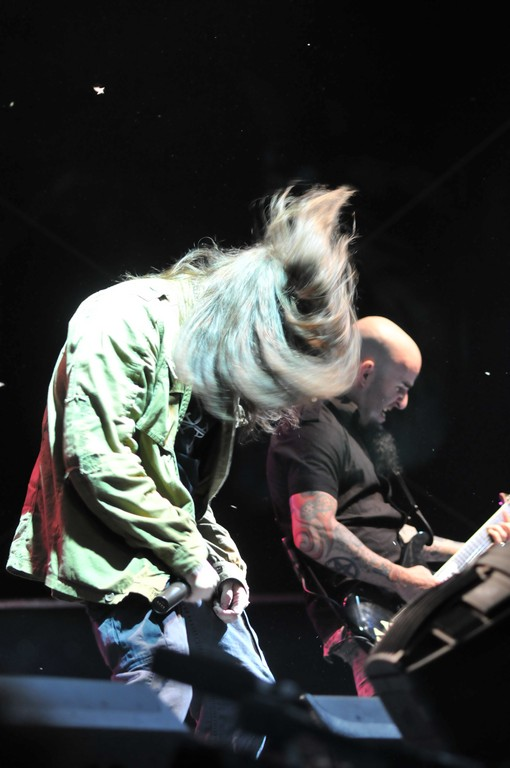
Anthrax, banda pionera en incorporar rap en el thrash metal.

En la década de los años 1990, el estilo tuvo su mayor éxito y popularidad. En 1990 nació la controvertida Rage Against the Machine, conocida por crear todo un movimiento musical y de protesta, considerada como una de las bandas pioneras en el género. El rapero de Detroit Esham se hizo conocido por su estilo autodenominado «acid rap» (rap ácido), una fusión de rapeo con influencias de death metal, con un sonido que a menudo era base de rock y metal. A partir de este año, 311 comenzó a lanzar sus trabajos discográficos, los cuales fusionan rap metal con funk y reggae.
La banda de Atlanta Stuck Mojo es considerada una de las pioneras del rap metal debido a que, sus antecesores, sólo lo incorporaban en algunas canciones, y ésta fue una de las primeras en generalizarlo, lanzando demos entre 1990 y 1993. Su estilo musical se ve influenciado por artistas como Red Hot Chili Peppers, Run-D.M.C. y Black Sabbath. Stuck Mojo fueron pioneros en tocar un rap metal más "pesado", con las guitarras y el bajo afinados varios semitonos por debajo de la afinación estándar, con influencias de Pantera (con quienes llegaron a hacer una gira), e introduciendo voces guturales (a cargo del guitarrista, Rich Ward) en varios temas.
Después del exitoso lanzamiento de «I'm the Man», la banda neoyorquina Anthrax vuelve a integrar el rap en su trabajo musical, uniéndose con Public Enemy en el remake de «Bring the Noise», lanzado en el álbum Attack of the Killer B's del año 1991, logrando su gran salto dentro del género y expandiendo su popularidad entre los seguidores. Después de este éxito, varias bandas de rap metal alcanzaron una gran popularidad, como Rage Against the Machine con su álbum homónimo y Dog Eat Dog con All Boro Kings. El rapero Ice T sacó una canción llamada «Body Count» en su popular álbum de 1991 O.G. Original Gangster. Esta canción mezclaba el speed metal con el hip hop; en ella colaboraron tres músicos que, junto al propio Ice T, formarían la banda de rap metal Body Count poco después. Ice T se refirió a su controvertido álbum debut de 1992 con Body Count como «rock con mentalidad de rap». El estilo de este grupo fue definido por Allmusic como «urban speed metal». Dicho primer trabajo tuvo bastante atención debido a la polémica que generó el tema «Cop Killer», que fue etiquetado como thrash metal por la misma web.
En 1992, Biohazard publicó Urban Discipline, en el que combinaron hardcore punk, metal, thrash metal y rap. Es considerado un sonido precursor, al igual que bandas como Korn, Limp Bizkit o Deftones. La banda española Def Con Dos nació a finales de los años 1980 como un grupo de rap, pero a partir de su álbum Segundo asalto que incluyó guitarras eléctricas, comenzaron a definir su estilo rap metal, bastante influenciado por artistas como Public Enemy, Beastie Boys y Run D.M.C. El grupo chileno Los Morton grabó en 1993 el disco Santo Remedio, que proponía una mezcla de variantes tan disimiles como el hardcore punk, el funk, el metal alternativo, junto con el notorio uso de voces rapeadas. Su segundo disco, Cebator Quat's, grabado entre 1994 y 1995, volvió a retomar la fusión de géneros, esta vez con una más notoria influencia del hardcore. También, cabe destacar que, este disco supuso una referencia para posteriores bandas de nü metal en Chile.

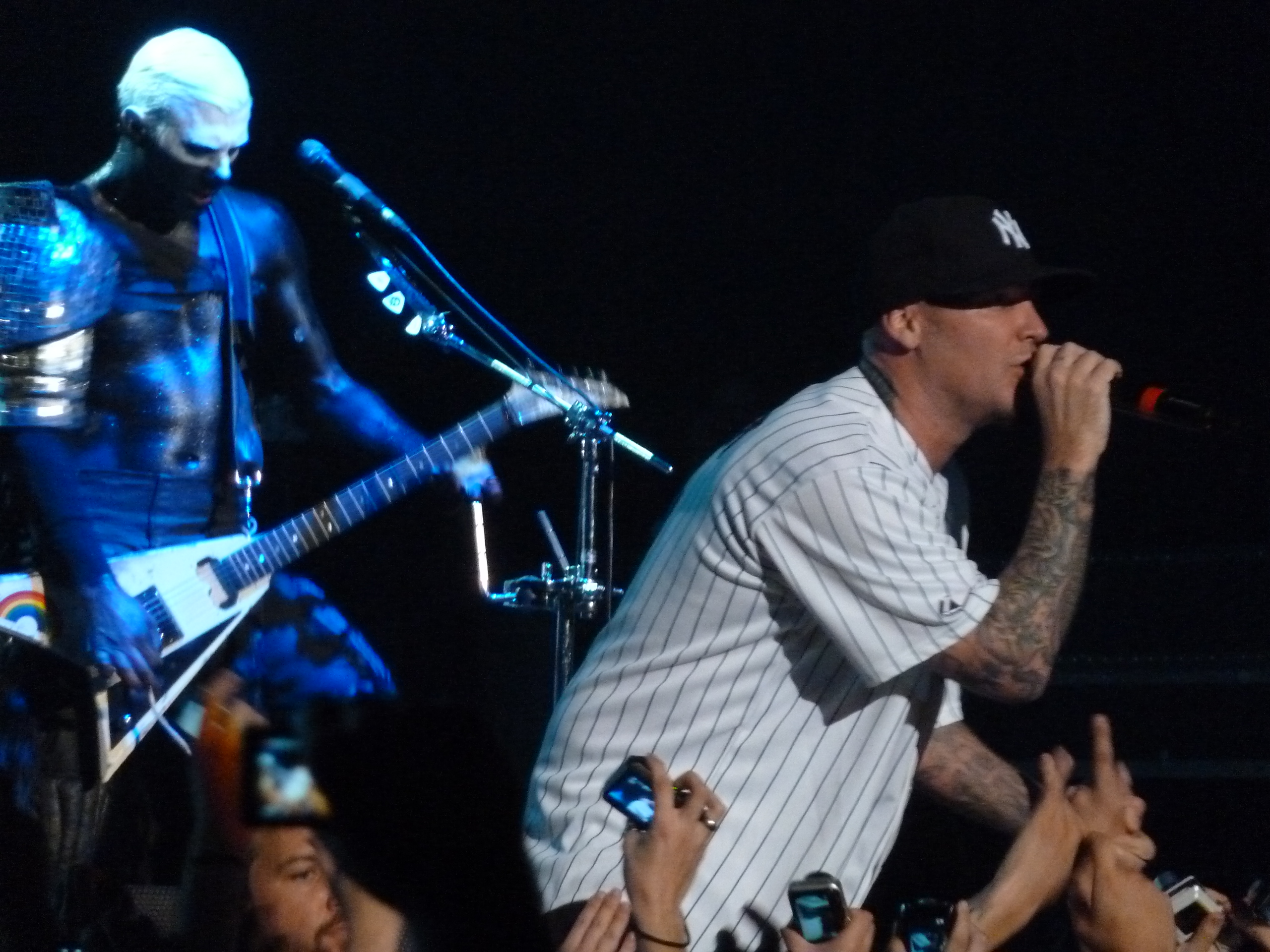
Limp Bizkit, grupo que generalmente incluye elementos del heavy metal con el hip hop.

Una de las primeras y fundamentales bandas sonoras que incluyó interpretaciones de rap metal fue Judgment Night, con once colaboraciones entre artistas de metal y hip hop. Paralelamente ese año, los suecos Clawfinger publicaron su álbum debut Deaf Dumb Blind, con influencias del metal industrial, el cual recibió buenas críticas por parte de la prensa sueca, vendiendo más de 600 000 copias alrededor del mundo.
En 1993 nació el nü metal, siendo sus bases el rapcore, rap rock, rap metal y otros estilos. Sus pioneros, Korn, con su álbum homónimo de 1994, y Deftones con Adrenaline de 1995, siendo esta última la que incursionó en el rap metal.
En 1994, la banda española Hamlet lanzó su álbum Sanatorio de Muñecos, en el que mezclaron rap metal, hardcore punk y groove metal. En este trabajo se utilizaron bajos con características del funk y voces guturales, siendo denominados «pioneros del nuevo metal español».
En 1995 se funda la primera banda mexicana de nü metal, Resorte, la cual lanzó en 1997 su álbum debut, República de ciegos, incorporando a su estilo las letras rapeadas y el uso de mucha distorsión en las guitarras.
En 1996 nació Disturbed, cuyo estilo se ve influenciado por bandas representativas del rap metal, incluyendo a Deftones, Incubus y Biohazard.
La banda SX-10, formada por Sen Dog en 1996, incorporó los géneros rap metal, rap rock y rapcore, bases del nü metal, pero de forma independiente cada una.
Aparece la agrupación de metal española Narco, formada en 1996, lanzando en 1997 su álbum debut, Satán Vive, mostrando una gran experimentación en las tornamesas, uso de voces guturales, rapeos, elementos de hardcore punk y una crítica política y social extremadamente explícita.
En 1997 salió a la venta otro de los discos fundamentales del género: Three Dollar Bill Y'all de Limp Bizkit. Alcanzó cierta popularidad gracias a la versión del tema de George Michael «Faith». En 1998 destacó el álbum de Kid Rock Devil Without a Cause, el cual sirvió como inspiración para los futuros álbumes del género, siendo un suceso en las radios norteamericanas.
En 1998, el rapero Vanilla Ice lanzó su tercer disco, Hard to Swallow, con un sonido nü metal y rap metal, con la ayuda de otros integrantes de otras bandas de metal.
El grupo chileno Dracma lanzó en 1999 su álbum debut, el cual obtuvo muy buena recepción crítica, ganando premios de MTV Video y Apes por la canción «Hijo de puta». La conformaban dos miembros de la desintegrada banda de rap De Kiruza, manteniendo su próspera influencia en el género. Por otra parte, los estadounidenses Slipknot, lanzaron también este año su álbum debut, que abarca muchos géneros (pasando por nü metal, metal alternativo, rap metal e influencias de death, thrash y speed metal), pero, en general, es conocido por su extensa percusión y sonido muy pesado en general.
También ayudó a conformar el desarrollo del género el álbum Black Sunday de Cypress Hill, lanzado en 1993. y las bandas de funk rock/metal que ayudaron a expandir el estilo, como Faith No More y Red Hot Chili Peppers.
A inicios de los años 2000, el rap metal experimentó un punto de saturación similar al de los años 1990, gracias a la renovación del estilo con artistas contemporáneos nacidos a mediados y finales de esta última década. En algunos álbumes se notó gran parte del cambio, como Satellite de P.O.D., que incluyó temáticas cristianas/evangélicas, y Chocolate Starfish and the Hotdog Flavored Water de Limp Bizkit, muy abierto en sus letras, con canciones sobre la juventud actual.
El álbum Skull & Bones, de Cypress Hill, incorporó influencias directas del heavy metal, donde se incluyeron seis temas en los que los raperos B-Real y Sen Dog, estaban respaldados por una banda, incluyendo a los miembros de Fear Factory Christian Olde Wolbers y Dino Cazares y el baterista de Rage Against the Machine Brad Wilk.
El último álbum de Rage Against the Machine, Renegades, se basó en canciones versionadas a rap metal de varios «clásicos», incluyendo las populares «Renegades of Funk» de Afrika Bambaataa y «How I Could Just Kill a Man» de Cypress Hill. Este mismo año se formó Kush, banda incorporada por miembros de Cypress Hill (B-Real), Deftones (Stephen Carpenter) y Fear Factory (Raymond Herrera y Christian Olde Wolbers), que se caracterizó por tener un ritmo más pesado en comparación a otros grupos de este estilo. No alcanzó demasiado éxito en comparación a sus grupos originarios, en parte a que sólo fue un proyecto paralelo a sus bandas originarias.

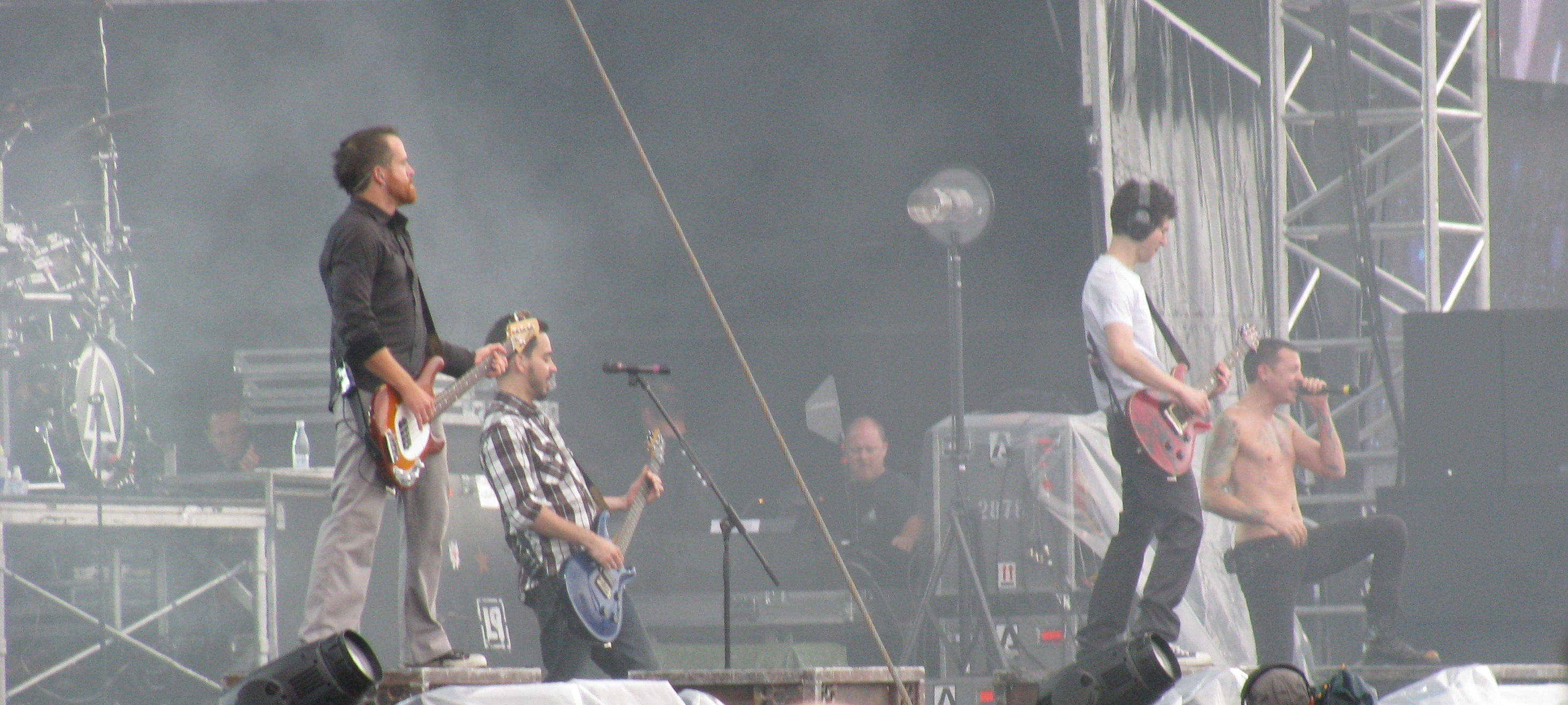
Linkin Park marcó el renacimiento del género a inicios del.

El grupo estadounidense Linkin Park publicó en 2000 su primer álbum, Hybrid Theory, que hasta el 2011 vendió 33 millones de copias en todo el mundo, lo que lo hace el disco más vendido de la banda, y el más vendido de la década. En él, se apreciaron guitarras y batería de thrash metal con voces y rapeos, alternadas en furiosas expresiones de rabia y de frustración. Siguiendo este éxito, la banda Papa Roach lanzó Infest, que alcanzó el triple platino, caracterizado con coros de guitarra pegadizos y vocales balanceadas con rap, producto del guitarrista Jerry Horton y el vocalista Jacoby Shaddix.
El primer álbum del grupo español Kannon, De nuevo nunca, ha sido comparado con algunos trabajos de Korn, R.A.T.M. y Limp Bizkit, de los que recibe claras influencias.
El álbum Más gas, de la banda española Sugarless, lanzado el 2002, los dio a conocer a nivel del panorama del rock español. Este trabajo está influenciado especialmente por Rage Against the Machine, Limp Bizkit y Linkin Park. La agrupación combina varios estilos, como hip hop, metal, funk, hardcore punk, grunge, acid jazz y punk, entre otros.

### 2004-presente: Ocaso y cambios de estilo
Años más tarde, la popularidad de estos estilos bajó notablemente, alcanzando su mayor punto de declive a mediados de los años 2000. Entre los principales factores estuvo la separación, cambios y abandonos en la escena musical de importantes bandas (como Methods of Mayhem, Darwin's Waiting Room, downset., SX-10, Kush, Linkin Park, Limp Bizkit, Incubus, Slipknot, Papa Roach, Pillar, Kid Rock y Vanilla Ice), siendo eclipsado mayoritariamente por el metal y rock alternativo.
El periodista de About.com, Tim Grierson, declaró que la baja de popularidad fue por la «falta de nuevos talentos para mantener la escena próspera», además de la pérdida de popularidad del rap, que fue el género prominente desde la década de 1990. Drew Simollardes, de la banda Reveille, dijo «siento que últimamente es más apropiado escucharlo. La gente está harta de muchas de las cosas que hay ahí fuera ahora mismo». Por otro lado, algunas de las bandas más famosas del estilo, pusieron el género en segundo plano en su música, y otras, simplemente, dejaron de practicarlo. Algunos ejemplos los constituyen grupos como Linkin Park, que con Minutes to Midnight redujeron los elementos de rap metal considerablemente para, después, comenzar a tocar rock electrónico en los álbumes A Thousand Suns y Living Things; Papa Roach, que en Getting Away With Murder y posteriores entregas se alejaron del rap y del nü metal; o Limp Bizkit con Results May Vary, que si bien sigue encuadrándose dentro del género, muestra un sonido más suave y cercano al rock alternativo que sus anteriores trabajos.

#### Proyectos estables y futuros

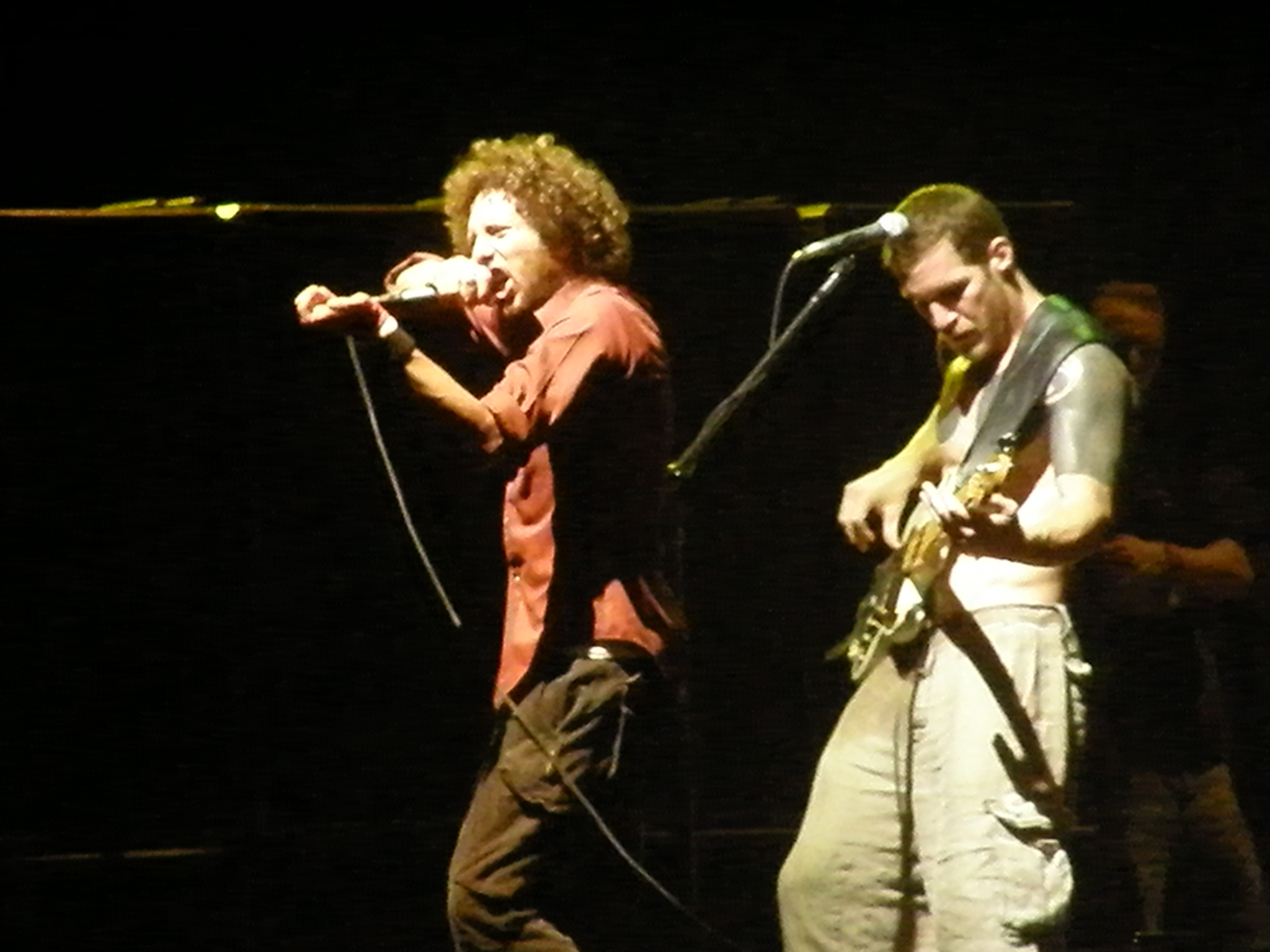
Rage Against the Machine tras su reunión en el Festival Coachella Valley de 2007.

A mediados de la década comenzaron a surgir bandas indie que se hicieron conocidas en el mundo de la internet, caracterizadas por temáticas explícitas y directas, de las que destacó Hollywood Undead, que salto a la popularidad mainstream, pero teniendo problemas en encontrar un sello discográfico que no los censurara. Tras el abandono de Warner Bros. Records, Body Count lanzó dos discos en los años 1990 con éxito regular, y tras nueve años de ausencia volvieron en 2006 con Murder 4 Hire. Después de la separación de Stuck Mojo, algunos miembros trabajaron en el proyecto paralelo Fozzy. Se reunieron en 2005, con Rich Ward a la cabeza (miembro original), pero reemplazando al vocalista/frontman Bonz por Lord Nelson, con quien grabarían dos álbumes. En 2016, con otro vocalista nuevo, Robby J, salió a la venta Here Comes the Infidels, el último trabajo de la banda. Los miembros de Rage Against the Machine crearon la banda Audioslave luego de su separación en el 2000, reemplazando al vocalista Zack de la Rocha por Chris Cornell (ex Soundgarden), incursionando en otros géneros, como el post-grunge. Tras disolverse este proyecto en 2007, RATM regresó ese mismo año tocando en Festival de Coachella Valley 2007; en su gira internacional de reunión, visitaron Norteamérica, Europa, Asia y Australia.
Los suecos Clawfinger, hasta la fecha han lanzado más de ocho álbumes de estudio en sus más de veinte años de trayectoria y, durante un tiempo, estuvieron trabajando en la regrabación de su popular disco Deaf Dumb Blind. Limp Bizkit, sacó Gold Cobra que, a diferencia de su anterior trabajo, Results May Vary, volvió a sus raíces de los años 1990, con la vuelta de su guitarrista original, Wes Borland. Los californianos Linkin Park sacaron su disco A Thousand Suns en septiembre del 2010, con un sonido completamente distinto, que se podría bautizar como rock electrónico. Su anterior trabajo, Minutes to Midnight, sufrió críticas por su alejamiento del rap metal y nü metal, para adentrarse en un sonido más melódico y cercano al rock alternativo. Tras un álbum más en una onda electrónica (Living Things), la banda volvería a sus raíces con The Hunting Party; sin embargo, en su último disco, One More Light, el grupo se adentró en el pop.

## Características
Además del hip-hop, heavy metal y derivados, el rap metal es muy variado en sonido, incorporando influencias de diversos géneros, como el hard rock, hardcore punk, funk, rock alternativo. Allmusic describe al rap metal como «duro; baterías con ritmos pesados y riff pesados, que en ocasiones imitan al scratch y beat box». La instrumentación del rap metal varía bastante dependiendo de la banda, pero la más típica consta de un vocalista, un guitarrista eléctrico, un bajista, un baterista, un DJing y/u otro instrumentalista electrónico (habitualmente con un sampler o teclados, aunque en ocasiones un solo músico cumple estos tres papeles).

### Voz
El rap metal, en general, no se centra en la «complejidad» rítmica y lingüística del rap, pero el rapeo permite lograr una catarsis que se puede alcanzar en vez de cantar las canciones. En general, el contexto vocal se basa en versos rapeados y coros agudos, mientras que las técnicas tienen una gran variedad, incluyendo voces guturales, screamings, voces melódicas, voces rasgadas, e influencias funk.

### Guitarras

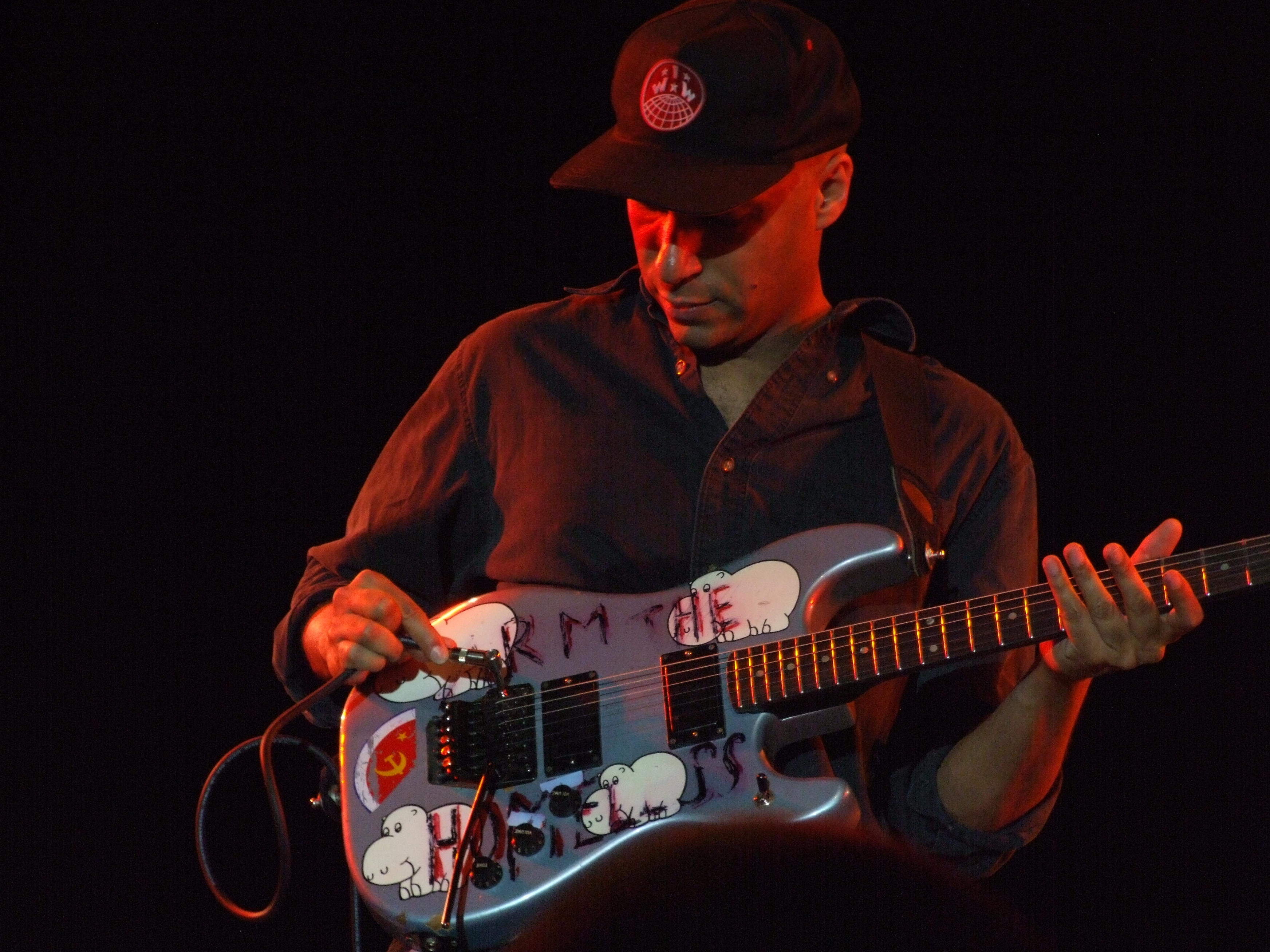
Tom Morello usando el cable para tocar la guitarra.

Las guitarras suelen ser agresivas y están distorsionadas, generalmente utilizando texturas sonoras pesadas más que riffs pegadizos o inmediatamente memorables, lo que se basa principalmente en bandas de metal alternativo como Helmet, White Zombie y Tool. El tal vez guitarrista más popular del género, Tom Morello (RATM), es conocido por simular los efectos de los Djs de hip hop, siendo llamado «el hijo de Grandmaster Flash y The Voodoo Child».

### Bajo
Al igual que en sus géneros originarios, el bajo eléctrico es el instrumento de la sección rítmica (junto a la batería). Las líneas suelen ser poderosas, utilizando en gran manera la técnica del slap (proveniente del funk) y hasta toques de jazz (como por Tim Commerford de RATM). Usualmente, las bandas usan bajos con más de cuatro cuerdas, que les proveen un registro más grave.

### Percusión
La batería es el instrumento de percusión en el rap metal. En general, las bandas utilizan a un baterista, pero en ocasiones son reemplazados por ritmos a base de samplers o caja de ritmos. Las baterías suelen mezclar beats rápidos con tiempo medio, lo que permite encontrar a la voz y el bajo en armonía. Algunos grupos se han caracterizado por su gran rapidez (típica del speed metal y relacionados), como Joey Jordison de Slipknot.

### Turntablismy sampler
El turntablism (Dj) y el sampler son tal vez los instrumentos principales en algunos grupos, especialmente en los de rap. El Dj cumple un papel muy importante en las bandas, inclusive incorporando solos de turntablism. Son muy utilizados los ritmos a bases de samplers, creados por medio de computadoras.

### Temáticas
Las temáticas del género van desde el humor, pasando por letras cargadas de terror y angustia hasta, en algunos casos, la política. A pesar del duro contenido, a partir de los años 1990 comenzaron a nacer bandas con líricas estrictamente cristianas, algunas logrando un gran éxito, como P.O.D., East West, Thousand Foot Krutch o Pillar. La parte cómica es más escasa, siendo ocasional la incorporación. Por su parte, grupos como Stuck Mojo, R.A.T.M. y Clawfinger incluyen temáticas antirracistas, sociopolíticas y apolíticas, constituyendo un nuevo movimiento de interés y crítica musical, especialmente con los jóvenes admiradores.